# Yūto Koizumi
Yūto Koizumi (japanisch 小泉 勇人 Koizumi Yūto; * 14. September 1995 in Kamisu) ist ein japanischer Fußballspieler.

## Karriere
Koizumi erlernte das Fußballspielen in der Jugendmannschaft der Kashima Antlers. Seinen ersten Vertrag unterschrieb er 2014 bei den Kashima Antlers. Der Verein spielte in der höchsten Liga des Landes, der J1 League. Im Mai 2017 wechselte er zum Zweitligisten Mito HollyHock. Im Juni 2018 wechselte er zum Drittligisten Grulla Morioka. Für den Verein absolvierte er 12 Ligaspiele. 2019 wechselte er zum Ligakonkurrenten Thespakusatsu Gunma. Im Juli 2019 wechselte er zum Zweitligisten Ventforet Kofu.